# Coppa dell'Imperatore 2013
La Coppa dell'Imperatore 2013  (第93回天皇杯全日本サッカー選手権大会?) è la novantatreesima edizione della coppa nazionale giapponese di calcio. La squadra vincitrice prende parte alla AFC Champions League 2014.

## Formula
Partecipano tutte le 18 società di J. League Division 1 e tutte le 22 di J. League Division 2. Ad esse si aggiungono 47 società vincitrici delle leghe prefetturali più la squadra promossa dalla Japan Football League, per un totale di 88 club partecipanti. La competizione è interamente ad eliminazione diretta, tutti i turni si svolgono in gara unica, con eventuali tempi supplementari e calci di rigore.

## Semifinali
| Squadra 1          | Risultato          | Squadra 2           |
| ------------------ | ------------------ | ------------------- |
| Yokohama F·Marinos | 2 - 0              | Sagan Tosu          |
| FC Tokyo           | 1 - 1 (4-5 d.c.r.) | Sanfrecce Hiroshima |

## Finale
| Arbitro: | Yūichi Nishimura |

|                         |           |  |
| Saitō 17’, Nakazawa 21’ | Marcatori |  |